# Nunchía
Nunchía là một khu tự quản thuộc tỉnh Casanare, Colombia. Thủ phủ của khu tự quản Nunchía đóng tại Nunchía Khu tự quản Nunchía có diện tích 1101 ki lô mét vuông. Đến thời điểm ngày 28 tháng 5 năm 2005, khu tự quản Nunchía có dân số 6894 người.